# ماتيوس بابي
ماتيوس بابي (بالبرتغالية: Matheus Babi) هو لاعب كرة قدم برازيلي، ولد في 18 يوليو 1997 في ماكاي في البرازيل. لعب مع نادي ماكاي.